# Saint-Hymetière-sur-Valouse
Saint-Hymetière-sur-Valouse es una comuna nueva francesa situada en el departamento de Jura, de la región de Borgoña-Franco Condado.

## Historia
Fue creada el 1 de enero de 2019, en aplicación de una resolución del prefecto de Jura de 11 de diciembre de 2018 con la unión de las comunas de Chemilla, Cézia, Lavans-sur-Valouse y Saint-Hymetière, pasando a estar el ayuntamiento en la antigua comuna de Chemilla.

## Demografía
Según los datos aportados en la resolución del prefecto de Jura, la comuna se crea con 448 habitantes.

## Composición
| Comuna fusionada   | Código INSEE | Población (2016) | Superficie (km²) | Densidad (hab./km²) |
| ------------------ | ------------ | ---------------- | ---------------- | ------------------- |
| Cézia              | 39089        | 69               | 3.6              | 19                  |
| Chemilla           | 39137        | 114              | 1.87             | 61                  |
| Lavans-sur-Valouse | 39287        | 146              | 9.51             | 15                  |
| Saint-Hymetière    | 39483        | 105              | 3.32             | 32                  |